# المنقل (إب)

تعديل مصدري - تعديل

المنقل هي إحدى قرى عزلة جبل معود بمديرية إب التابعة لمحافظة إب، بلغ تعداد سكانها 335 نسمة حسب تعداد اليمن لعام 2004.